# Mie Bekker Lacota
Mie Bekker Lacota (Greve, 10 d'octubre de 1988) és una ciclista danesa. Ha combinat la carretera amb el ciclisme en pista, on va aconseguir una medalla de plata als Campionats del món.
Va començar a destacar en categoria júnior on es proclamà Campiona del món tant en ruta con en pista.

## Palmarès en pista
- 2005
  -  Campiona d'Europa júnior en Puntuació
- 2006
  -  Campiona del món júnior en Puntuació
- 2006
  -  Campiona de Dinamarca en Scratch
  -  Campiona de Dinamarca en Persecució
  -  Campiona de Dinamarca en Velocitat
- 2007
  -  Campiona de Dinamarca en Velocitat

## Palmarès en ruta
- 2005
  -  Campiona del món júnior en ruta
- 2006
  -  Campiona d'Europa júnior en Ruta
  -  Campiona d'Europa júnior en Contrarellotge
  -  Campiona de Dinamarca en contrarellotge per equips
- 2007
  - 1a a l'Omloop Het Nieuwsblad